# Gare d’Elbeuf - Saint-Aubin
Gare d’Elbeuf - Saint-Aubin vasútállomás Franciaországban, Saint-Aubin-lès-Elbeuf településen.

## Vasútvonalak
Az állomást az alábbi vasútvonalak érintik:
- Serquigny-Oissel-vasútvonal

## Kapcsolódó állomások
A vasútállomáshoz az alábbi állomások vannak a legközelebb:
- Gare de Tourville
- Gare de Bourgtheroulde - Thuit-Hébert
- Gare de Rouen-Rive-Droite